# D.F.C. in het seizoen 1954/55
Het seizoen 1954/1955 was het eerste jaar in het bestaan van de Dordtse betaaldvoetbalclub D.F.C.. De club kwam uit in de Eerste klasse D en eindigde, na een beslissingswedstrijd tegen RBC, op de negende plaats, dit betekende dat de club in het nieuwe seizoen uitkwam op het hoogste voetbalniveau.

## Wedstrijdstatistieken

### Eerste klasse D(afgebroken)
|       | ADO   | Bleijerheide | Brabantia | Eindhoven | Emma  | Feijenoord | Juliana | LONGA | MVV | NOAD | Sparta | SVV   |
| ----- | ----- | ------------ | --------- | --------- | ----- | ---------- | ------- | ----- | --- | ---- | ------ | ----- |
| Thuis | –     | –            | 2 – 0     | –         | –     | 1 – 1      | –       | 3 – 1 | –   | –    | 1 – 2  | –     |
| Uit   | 5 – 3 | 1 – 2        | –         | –         | 0 – 2 | –          | –       | –     | –   | –    | –      | 2 – 0 |

### Eerste klasse D
|       | AGOVV  | Ajax  | Be Quick | BVV   | Eindhoven | De Graafschap | HVC   | RBC   | Sportclub Enschede | De Volewijckers | VSV   | VVV   | Xerxes |
| ----- | ------ | ----- | -------- | ----- | --------- | ------------- | ----- | ----- | ------------------ | --------------- | ----- | ----- | ------ |
| Thuis | 3 – 1  | 5 – 2 | 2 – 1    | 1 – 4 | 2 – 3     | 4 – 0         | 1 – 2 | 1 – 2 | 0 – 0              | 5 – 1           | 2 – 0 | 0 – 0 | 1 – 1  |
| Uit   | 10 – 0 | 3 – 2 | 0 – 0    | 2 – 1 | 3 – 1     | 0 – 1         | 4 – 1 | 0 – 1 | 3 – 1              | 0 – 2           | 2 – 1 | 1 – 2 | 1 – 1  |

#### Beslissingswedstrijd voor plaats 9
| Beslissingswedstrijd                                                                 | D.F.C.          | 1 – 0 (0 – 0) | RBC |
| 3 juli 1955 Plaats: Breda Beatrixstraat Toeschouwers: 12.000 Scheidsrechter: Beltman | Piet van Es 86' |               |     |

## Statistieken D.F.C. 1954/1955

### Eindstand D.F.C. in de Nederlandse Eerste klasse D 1954 / 1955
| Stand | Gespeeld | Gewonnen | Gelijk | Verloren | Punten | Doelpunten voor | Doelpunten tegen |
| ----- | -------- | -------- | ------ | -------- | ------ | --------------- | ---------------- |
| 9e    | 26       | 10       | 5      | 11       | 25     | 41              | 47               |

### Eindstand D.F.C. in de Nederlandse Eerste klasse D 1954 / 1955 (afgebroken)
| Stand | Gespeeld | Gewonnen | Gelijk | Verloren | Punten | Doelpunten voor | Doelpunten tegen |
| ----- | -------- | -------- | ------ | -------- | ------ | --------------- | ---------------- |
| 7e    | 8        | 4        | 1      | 3        | 9      | 14              | 12               |

### Topscorers
| #                | Naam                                  | Goal |
| ---------------- | ------------------------------------- | ---- |
| 1.               | Piet van Es                           | 14   |
| 2.               | Jan Versteeg                          | 8    |
| 3.               | Bas Joossen                           | 5    |
| 4.               | Kees de Jager                         | 3    |
| 5.               | Sjef Collombon                        | 2    |
| 5.               | Piet Punt jr.                         | 2    |
| 7.               | De Jager                              | 1    |
| 7.               | Jan de Jager                          | 1    |
| 7.               | Piet Meeusen                          | 1    |
| 7.               | Koos Schaap                           | 1    |
| 7.               | In 't Veld                            | 1    |
| Eigen doelpunten |                                       |      |
| –                | Arie Muller (De Volewijckers)         | 1    |
| –                | Piet van Wijlick (Sportclub Enschede) | 1    |
| Totaal           | Totaal                                | 41   |

| #      | Naam        | Goal |
| ------ | ----------- | ---- |
| 1.     | Piet van Es | 1    |
| Totaal | Totaal      | 1    |

| #      | Naam           | Goal |
| ------ | -------------- | ---- |
| 1.     | Piet van Es    | 6    |
| 2.     | Jan de Jager   | 5    |
| 3.     | Jan Versteeg   | 2    |
| 4.     | Sjef Collombon | 1    |
| Totaal | Totaal         | 14   |